# Darlaine Guedez-Erasmus
Darlaine Betzabeth Guedez-Erasmus (Aruba, 26 november 1986) is een Arubaans politicus. Namens de MEP zit zij sinds 27 januari 2020 in de Staten van Aruba.
Guedez-Erasmus groeide op in Paradera. Ze volgde een HBO-opleiding Sociaal Pedagogische Hulpverlening. Na haar afstuderen ging zij in de sociale hulpverlening werken, op de gebieden drugsverslaving, sociale problemen, en in het bijzonder gezinsproblemen. Tussen 2018 en 2020 werkte ze op het Arubaanse Ministerie van Sociale Zaken en Arbeid. 
Haar eerste stappen in de politiek zette Guedez-Erasmus in 2013 bij de Partido Democracia Real. Bij de verkiezingen voor de Staten in 2017 stond Guedez-Erasmus zeventiende op de lijst van de MEP. Ze haalde 525 voorkeursstemmen. In eerste instantie was dit onvoldoende om gekozen te worden in de Staten van Aruba, maar eind januari 2020 volgde zij Luigi Bergen op die terugtrad omdat hij door de politie als verdachte in een mishandelingszaak was aangemerkt.
Guedez-Erasmus is gehuwd en moeder van twee kinderen. 